# Calíope
Calíope (em grego clássico: Καλλιόπη; romaniz.: Kalliopē; lit. "a da Bela Voz") foi a primeira das nove musas da mitologia grega, filhas de Zeus e Mnemosine.
Foi a musa da poesia épica, da ciência em geral e da eloquência e a mais velha e sábia dentre as musas, considerada, por vezes, a rainha destas.
É representada por uma figura de donzela de ar majestoso, coroada de louros e ornada de grinaldas, sentada em pose de meditação, com a cabeça apoiada numa das mãos e um livro na outra, tendo, junto de si, mais três livros: a Ilíada, a Odisseia e a Eneida. Em outras representações, traz como atributo um rolo de pergaminho e uma pena.
Mãe de Lino, com Apolo, de Orfeu, também com Apolo e das sereias e dos coribantes.
Um mito conta que Calíope era amante do deus da guerra Ares, e deu a ele vários filhos: Mygdon, Edonus, Biston e Odomantus (ou Odomas), respectivamente os fundadores das tribos trácias conhecidas como Mygdones, Edones, Bistones, e Odomantes.
Calíope também teve dois filhos famosos, Orfeu e Linus. Ela ensinou a Orfeu versos para cantar. De acordo com Hesíode, ela era a mais sábia das Musas, e a mais assertiva. Calíope casou-se com Oeagrus, perto de Pimpleia, Olimpo. Acredita-se que ela tenha derrotado as filhas de Pierus, rei da Tessalônia, numa disputa de canto, e então, para punir a sua presunção, transformou-as em tagarelas. (ver Ovídio, Metamorphoses 6.294-340, 662-78)
Acreditava-se que ela era a musa de Homero para a criação da Ilíada e da Odisséia. O poeta épico romano, Virgílio, a invoca em sua Eneida. (9.525).